# TV Centro Marche
TV Centro Marche o TVCM è una emittente televisiva di Jesi (AN) fondata nel 1975, anche se le trasmissioni sperimentali iniziarono nel 1974. L'attuale sede è in via Ancona e il bacino di utenza comprende tutto il territorio delle Marche. È, secondo i dati Auditel, l'emittente locale più seguita delle Marche. Ha fatto parte dei circuiti nazionali Italia 7 e Europa 7.

## Storia
TV Centro Marche nacque ufficialmente il 22 settembre 1975 per volontà dell'imprenditore Giannino Pieralisi. I primi studi furono sistemati in via Mura occidentali. Allora non si trasmetteva più via cavo. Per questo la società decise di realizzare un impianto via etere. Lo stesso giorno venne trasmessa in diretta attraverso un ripetitore collocato sul monte San Vicino una partita della Jesina. Le trasmissioni proseguirono da studio con un paio di edizioni del telegiornale senza servizi. Essendo il giorno patronale di Jesi, l'emittente mandò in onda un gioco che coinvolgeva gli ascoltatori e alle 22 una domenica sportiva con giornalisti e ospiti in studio.
Il pretore Manfredi Palumbo inviò presso gli studi una squadra della Polizia giudiziaria, la quale accertò che TV Centro Marche trasmetteva via etere. Perciò avviò una denuncia contro la proprietà e il direttore dell'emittente, che portò al sequestro degli impianti per tre giorni. Palumbo, esaminati gli atti, inviò gli stessi alla Cassazione perché decidesse nel merito, ritenendo la cosa non di sua competenza. La Cassazione e il Consiglio di Stato, a sezioni riunite, decisero e autorizzarono l'emittente a riprendere le trasmissioni. Un anno dopo, i massimi organi giuridici assolsero entrambi liberalizzando l'etere e permettendo la diffusione dei programmi su tutto il territorio italiano, non solo via cavo ma anche via etere. 
A lanciare TV Centro Marche verso il successo fu nel 1983 la telenovela Anche i ricchi piangono, in prima tv, che ottenne degli ascolti strepitosi e consacrò il canale come prima tv locale marchigiana. A partire da quel momento TV Centro Marche proporrà un filone di telenovelas che continuerà fino ad oggi.
Nel 1987 aderì al circuito Italia 7 e, contemporaneamente iniziò a trasmettere in differita le partite dell'Ascoli e le gare di ciclismo. Sempre negli anni Ottanta, grazie ad una joint-venture con il CTA, Tv Centro Marche fondò la Roveca, una società di distribuzione che si occupava prettamente di telenovelas, tra le quali si ricordano Top Model, Amore gitano, Rosa... de lejos, Veronica, il volto dell'amore, La provinciale, I diamanti della morte, La signora in rosa, Cristal e Andrea Celeste. Tali serial furono trasmessi in prima visione per l'Italia su TV Centro Marche e distribuiti in seguito su numerosi circuiti regionali e nazionali. Il gruppo Roveca si sciolse poi alla fine degli anni Novanta.
Nel 1998, scioltosi il circuito Italia 7, che nel frattempo si era rinominato Europa 7, Tv Centro Marche sviluppò una propria programmazione indipendente, mandando però in sovraimpressione anche il vecchio logo di Italia 7 fino al dicembre 2011, in occasione del passaggio al digitale terrestre della regione Marche.
Nel 2002 l'emittente collaborò con altre televisioni locali trasmettendo in diretta la gara di qualificazione per la Champions League tra Inter e Sporting Lisbona. 
Trasmise anche parte della programmazione dei canali Fox Kids prima e K2 dopo, tra le 17,00 e le 19,00, fino al 2013.
Dal 2009 al 2021 ha trasmesso in diretta il programma QSVS Qui Studio a Voi Stadio in collaborazione con il gruppo Mediapason, editore di Telelombardia.
Durante la stagione televisiva 2012 l'emittente mandò in onda in anteprima e in esclusiva per la regione il programma Servizio pubblico, condotto da Michele Santoro.
Nel 2013 trasmise in diretta gratuitamente le partite di massima serie della Liga spagnola. 
Nel 2018 è stata la prima tv regionale ad acquistare e trasmettere la telenovela Piccola Cenerentola, dopo parecchi anni di blocco dei diritti di trasmissione. Qualche anno prima, era stata la prima emittente regionale a trasmettere le telenovelas Ecomoda e Topazio, ottenendo risultati di ascolto molto soddisfacenti.
Nel 2019 ha siglato un accordo con Mediaset per la messa in onda di film e programmi di intrattenimento. Tra questi si segnalano le serie tv Benedetti dal Signore, Elisa di Rivombrosa, Paolo Borsellino, Il tredicesimo apostolo e Detective Extralarge. Nello stesso anno ha anche trasmesso in diretta le partite del Campionato di calcio inglese. 
Il 5 aprile 2020 ha trasmesso in prima visione tv e in esclusiva per la regione Marche il film di animazione Candy Candy - Il film, dopo oltre 20 anni di blocco dei diritti di trasmissione.
Dopo la morte dell'imprenditore e presidente dell'emittente Gennaro Pieralisi avvenuta il 6 novembre 2020 la presidenza passa ad Andrea Pieralisi figlio di Giannino Pieralisi.. 
Il 12 luglio 2022, dopo 44 anni, l'Ingegner Osvaldo Boni lascia la direzione dell'emittente; al suo posto subentra Andrea Pieralisi in qualità di amministratore delegato.
La direzione del notiziario è attualmente affidata a Donatella Vici, già giornalista della stessa a cavallo tra gli anni novanta e i primi del duemila.

## Programmi

### Magazine
- Progetto Comune
- Marche Mixer
- Protagonisti delle Marche
- Curiosità e tradizione
- Giromarcando
- 7x4

### Informazione
- Obiettivo Marche
- La voce delle marche
- Cronache marchigiane
- Visi e voci
- Nero su bianco
- Servizio pubblico
- Telegiornale
- UNICAM News
- Marche DOC

### Film
- Cara dolce strega
- Contratto mortale
- Il racconto dell'ancella
- Il ventaglio bianco
- Lady Killer - Amore ferito
- La morte corre sul video
- Le ragazze di Jimmy
- Lo gnomo e il poliziotto
- Ogni donna ha un segreto
- Paura
- Piccoli mostri
- Qualcuno nella notte
- Sotto lo stesso tetto
- Teneramente in tre
- Tu non ucciderai
- Un fantasma per amico
- Un poliziotto sull'isola
- Uno scrittore particolare
- Uomini al passo
- Vincere a tutti i costi
- I due carabinieri
- La ciociara
- La tana del serpente bianco
- Camerieri
- Bagnomaria
- Delitto al ristorante cinese
- Candy Candy - il film
- Candy Candy e Terence
- Aiuto, sono arrivati i miei!
- Colpi proibiti
- Malcolm X
- Omicidi dal passato
- Per amore...dei soldi
- Un fidanzato per mamma
- Un principe tutto mio

### Programmi musicali
- Allegra Domenica
- Italia Musica
- Ma che musica!
- Vetrina Musicale

### Talk show
- Aula aperta
- Gli incontri di Alceo Moretti
- Marche Show! - Il salotto di Alice con Alice Bellagamba
- Pace proibita condotto da Michele Santoro
- RendicontiAmo le Marche
- Roma InConTra condotto da Enrico Cisnetto
- Servizio pubblico condotto da Michele Santoro
- War Room condotto da Enrico Cisnetto

### Telefilm e fiction
- Alfred Hitchcock presenta
- Halifax
- Oltre la realtà
- Benedetti dal Signore
- Elisa di Rivombrosa
- Paolo Borsellino
- Il tredicesimo apostolo
- Detective Extralarge

### Telenovelas
- Amore proibito
- Amori e passioni
- Anche i ricchi piangono
- Andrea Celeste
- Antonella
- Betty la fea
- Celeste
- Cristal
- Cuore selvaggio
- Cuori nella tempesta
- Dancin' Days
- Ecomoda
- Eredità d'amore
- Esmeralda
- Eva Luna
- Dolce Valentina
- Il disprezzo
- Il Magnate
- Il segreto della nostra vita
- Il segreto di Jolanda
- Garibaldi, l'eroe dei due mondi; trasmessa col titolo: La casa delle sette donne
- La donna del mistero
- La donna del mistero 2
- La scelta di Francisca
- La signora in rosa
- Leonela
- Luisana mia
- Maddalena
- Manuela
- Marcellina
- Marilena
- Marta
- Pagine di vita
- Pasión Morena
- Per Elisa
- Perla nera
- Piccola Cenerentola
- Portami con te
- Rosa selvaggia
- Rubi
- Stellina
- Ti chiedo perdono
- Topazio
- Un volto, due donne
- Valeria
- Vendetta d'amore
- Vento di passione
- Veronica, il volto dell'amore